# Merrill (Iowa)
Merrill és una població dels Estats Units a l'estat d'Iowa. Segons el cens del 2000 tenia 754 habitants.

## Demografia
Segons el cens del 2000, Merrill tenia 754 habitants, 280 habitatges, i 203 famílies. La densitat de població era de 677 habitants/km².
Dels 280 habitatges en un 37,5% hi vivien nens de menys de 18 anys, en un 63,2% hi vivien parelles casades, en un 7,5% dones solteres, i en un 27,5% no eren unitats familiars. En el 24,3% dels habitatges hi vivien persones soles el 12,9% de les quals corresponia a persones de 65 anys o més que vivien soles. El nombre mitjà de persones vivint en cada habitatge era de 2,69 i el nombre mitjà de persones que vivien en cada família era de 3,24.
Per edats la població es repartia de la següent manera: un 31,2% tenia menys de 18 anys, un 5,7% entre 18 i 24, un 27,9% entre 25 i 44, un 17,8% de 45 a 60 i un 17,5% 65 anys o més.
L'edat mediana era de 36 anys. Per cada 100 dones de 18 o més anys hi havia 105,1 homes.
La renda mediana per habitatge era de 43.333 $ i la renda mediana per família de 50.000 $. Els homes tenien una renda mediana de 31.620 $ mentre que les dones 21.845 $. La renda per capita de la població era de 15.656 $. Entorn del 2,1% de les famílies i el 4,1% de la població estaven per davall del llindar de pobresa.

## Poblacions més properes
El següent diagrama mostra les poblacions més properes.